# Néfertkaou II
Néfertkaou est une noble dame égyptienne antique, épouse du prince Khoufoukhaf Ier, fils du pharaon Khéops.
Néfertkaou et Khoufoukhaf ont eu plusieurs enfants dont deux fils appelés Outka et Iounka, ainsi qu'une fille sans nom. Les deux fils Outka et Iounka apparaissent dans la tombe de Khoufoukhaf et Néfertkaou offrant du papyrus. Ils reçoivent tous les deux le titre de fils du roi. Une fille sans nom est représentée derrière ses parents assis dans le hall intérieur du mastaba. Il est possible qu'un fonctionnaire nommé Khoufoukhaf II soit le troisième fils de Khoufoukhaf et Néfertkaou. 

## Tombe
Néfertkaou a été enterrée dans la tombe G 7130 B à Gizeh situé dans le cimetière est du complexe funéraire de Khéops qui fait partie de la nécropole de Gizeh. Le tombeau faisait partie du double mastaba construit pour Néfertkaou et son mari Khoufoukhaf. Selon Reisner, la construction du tombeau aurait commencé par les années 17-24 du règne de Khéops. Le puits contenait des fragments d'un sarcophage en granit rouge. La chambre funéraire avait été réutilisée à l'époque ptolémaïque. Lors de la fouille, un puits a été trouvé menant au temple d'Isis à proximité et des ouchebtis intrusifs ont été trouvés sur le sol. 
Néfertkaou est représentée dans le hall et le hall intérieur du mastaba. Il reste des fragments d'inscriptions montrant Khoufoukhaf, représenté plusieurs fois dans sa chapelle. Son fils Outka est représenté au moins une fois. 